# Djamileh
Djamileh är en fransk opéra comique i en akt med musik av Georges Bizet och libretto av Louis Gallet efter Alfred de Mussets dikt Namouna (1833).

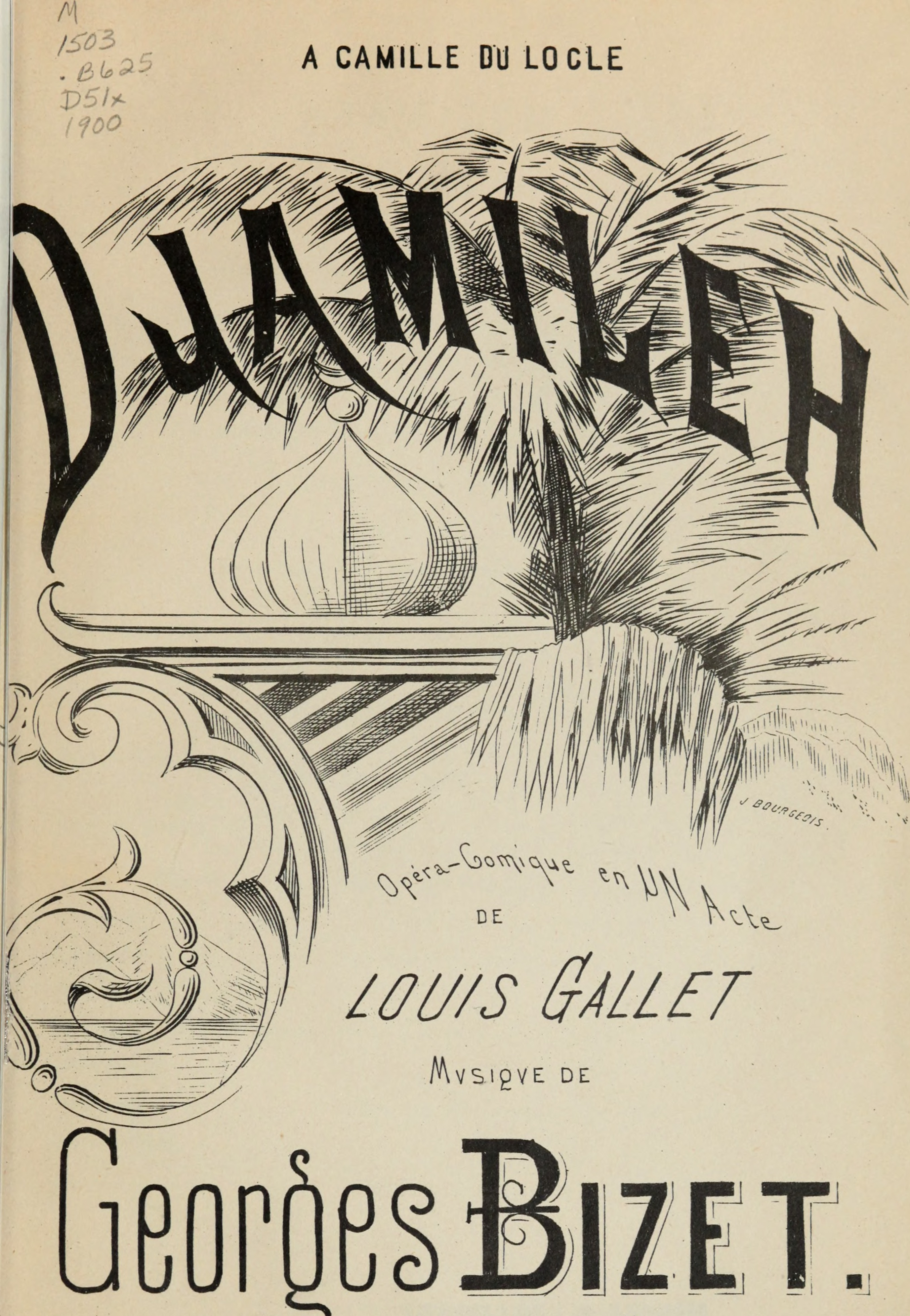
Djamileh

## Historia
År 1871 arbetade Bizet på två operor som båda blev ofullbordade (Clarissa Harlowe och Grisélidis) därför att Opéra-Comiques ledning inte antog dem. Operachefen Camille du Locle erbjöd Bizet librettot till Djamileh, som han genast tonsatte trots att han var medveten om dess svagheter. Premiären den 22 maj 1872 blev ett fiasko eftersom publiken inte förstod sig på Bizets originella harmonik och stötte sig på vissa spår av Wagnerpåverkan. Dessutom var uppsättning dåligt regisserad och huvudrollen sjöngs av en baronessa som saknade sångförmåga; vid ett tillfälle utelämnade hon 32 takter musik. Operan spelades bara 11 gånger och hördes inte av mer i Frankrike förrän 1938. Djamileh sattes upp i de flesta länder i Europa (svensk premiär den 25 februari 1889 på Kungliga Operan i Stockholm) men vann aldrig någon fast plats på repertoaren.

## Personer
- Djamileh (Namouna) (mezzosopran)
- Haroun (Hassan) (tenor)
- Splendiano (baryton)
- En slavhandlae (talroll)

## Handling
Haroun har som princip att byta älskarinna varje månad, men Djamileh har förälskat sig i sin herre och vill försöka överlista honom så att hon får stanna i palatset. Hon övertalar Harouns sekreterare Splendiano, som själv är kär i henne, att se till att hon förklädd befinner sig bland de flickor som erbjuds Haroun. Då hon dansar för honom blir han så hänförd att han köper henne, och när hon avslöjar sin rätta identitet vinner hon hans hjärta med sin trogna kärlek.